# Imad Zatara
Imad Zatara, född 1 oktober 1984, är en svensk-palestinsk före detta fotbollsspelare.

## Karriär
I januari 2016 värvades Zatara av Al-Ahli i Bahrain, där han skrev på ett femmånaderskontrakt. I augusti 2016 värvades Zatara av Mesaimeer SC i Qatar, där han skrev på ett kontrakt över en säsong.
I maj 2020 återvände Zatara till Vasalunds IF.